# بنه لاریو
بنه لاریو (به ایتالیایی: Bene Lario) یک کومونه در ایتالیا است که در استان کومو واقع شده‌است.

## خصوصیات
بنه لاریو ۵٫۷ کیلومترمربع مساحت و ۳۱۹ نفر جمعیت دارد.